# Chess Records
Chess Records bylo americké hudební vydavatelství. Založili jej bratři Leonard a Phil Chessovi v Chicagu v roce 1950. Původně se specializovalo na vydávání bluesových a rhythm and bluesových nahrávek, později i dalších žánrů, jako například rock and roll, gospel, jazz a soul. V průběhu let vzniklo několik dceřiných společností vydavatelství, například Argo Records (1955–1965) a Cadet Records (1955–1974). Samotná společnost Chess Records zanikla v roce 1975. Později se držitelem práv na nahrávky společnosti stala firma Universal Music Group.